# Nio liv (film, 1988)
Nio liv (tyska: Die Katze) är en västtysk kriminalfilm från 1988 i regi av Dominik Graf. Filmen bygger på romanen Das Leben einer Katze, skriven av Uwe Erichsen, som publicerades 1984. Filmen utspelar sig i Düsseldorf och skildrar ett bankrån där banktjänstemännen tas som gisslan. Probek (spelad av Götz George) tror sig ha kommit på den perfekta kuppen. Medan hans två medbrottslingar, Junghein (Heinz Hoenig) och Britz (Ralf Richter), rånar en bank och kräver en lösensumma på tre miljoner från den belägrande polisen, iakttar Probek lugnt förfarandet från ett hotell mittemot och ger sina män tips och instruktioner via radio. Till en början verkar allt gå enligt planerna. Mycket snabbt utvecklas dock den noggrant planerade gärningen till en psykologisk katt och råtta-lek mellan Probek och polisens insatsledare, som misstänker att det förutom männen i banken finns ytterligare en man som opererar i bakgrunden.

## Rollista i urval
Följande skådespelare medverkar i filmen:
- Götz George – Probek
- Gudrun Landgrebe – Jutta Ehser
- Heinz Hoenig – Junghein
- Joachim Kemmer – Voss
- Ralf Richter – Britz

## Produktion

### Inspelning
Filminspelningen skedde under 84 dagar från den 5 juni till den 28 augusti 1987.